# Diuris drummondii
Diuris drummondii är en orkidéart som beskrevs av John Lindley. Diuris drummondii ingår i släktet Diuris och familjen orkidéer. Inga underarter finns listade i Catalogue of Life.